# نوفا نازاري
نوفا نازاري بلدية في ولاية ماتو غروسو في المنطقة الوسطى الغربية من البرازيل.   